# 德井青空
德井青空（日语：／ Tokui Sora，1989年12月26日—），出生於日本千葉縣南房總市，日本女性聲優、漫画家，同时以“千两箱空丸”的名义从事同人创作活动。隷屬於avex pictures，身高159cm，血型O型。
配音代表作有《偵探歌劇 少女福爾摩斯》（讓崎妮洛）、《ROBOTICS;NOTES》（大德淳和）、《Love Live!》（矢澤妮可）、《未來卡片 戰鬥夥伴》（奈奈菜帕露子）等。漫畫代表作則有《不要輸！！惡之軍團！》。

## 人物
2012年4月擔任出生地南房總市的觀光大使。
因為參加《偵探歌劇 少女福爾摩斯》的配音工作，與另外三位也擔任主角的聲優三森鈴子、佐佐木未來、橘田泉共組聲優團體「Milky Holmes」。
是御宅族、特別熱愛《新世紀福音戰士》。並喜歡惣流·明日香·蘭格雷這個角色。
喜歡的食物是百事可樂、白飯、鮭魚、炒飯、肉等。討厭的食物是白煮蛋、泡菜、豆腐、番茄汁等。
雙親是空手道家，有弟弟。
2023年1月8日，所屬事務所發表新型冠狀病毒PCR檢測呈陽性。
2024年10月1日宣佈結婚。

## 演出作品
※粗體字為主要角色

### 電視動畫
2009年
- Weiß Survive（姬宮）

2010年
- 偵探歌劇 少女福爾摩斯（讓崎妮洛）

2011年
- 偵探歌劇 少女福爾摩斯夏季特別篇（讓崎妮洛）

2012年
- 柴犬子（日语：しばいぬ子さん）（少年）
- 偵探歌劇 少女福爾摩斯 第2幕（讓崎妮洛）
- 千歲Get You!!（美咲）
- 魯邦三世 東方見聞錄 ANOTHER PAGE（亞美）
- Little Busters!（笹瀨川佐佐美）
- ROBOTICS;NOTES（大德淳和）

2013年
- Love Live!（矢澤妮可）
- 八犬傳－東方八犬異聞－（白狐）
- 彩虹小馬：友情就是魔法（蘋果嘉兒）
- 翠星上的加爾岡緹亞（邁塔）
- 襲來！美少女邪神W（幼年夏塔小弟）
- 穿透幻影的太陽（月詠瑠奈）
- 幻想玩偶（卡佳[9]）
- 八犬傳－東方八犬異聞－ 第2期（小孩）
- 兩人是少女福爾摩斯（讓崎妮洛）
- 熱風海陸Bushi Road（讓）

2014年
- 未來卡片 戰鬥夥伴（奈奈菜友子）
- Love Live! 第二季（矢澤妮可、矢澤心、矢澤心愛、矢澤虎太郎）
- 請問您今天要來點兔子嗎？（條河麻耶）

2015年
- 偵探歌劇 少女福爾摩斯 TD（讓崎妮洛）
- 銃皇無盡的法夫納（艾列拉·露）
- 境界之輪迴 第1期（美穗、女子B）
- 未來卡片 戰鬥夥伴100（奈奈菜友子）
- GATE 奇幻自衛隊 在彼方的土地，如斯的戰鬥（莫姆）
- 群居姐妹（仲野羽月）
- JK飯！（五十嵐琉璃子）
- 請問您今天要來點兔子嗎？？（條河麻耶）

2016年
- 幸運邏輯（克蘿伊·馬克斯維爾）
- 未來卡片 戰鬥夥伴DDD（奈奈菜友子）
- 美少女遊戲組合 Crane Game Girls（彩日花）
- 境界之輪迴 第2期（美穗）
- 兔龜（芝草宇宙）
- 這個美術社大有問題！（綾瀨香織）
- 我老婆是學生會長！+！（西條穗香[10]）
- 謎解音（哈琴）

2017年
- 秋葉原之旅 -THE ANIMATION-（可妮碳）
- BanG Dream!（二十騎雛子）
- 雛邏輯 ～來自幸運邏輯～（克蘿伊·馬克斯維爾）
- KAITO×ANSA（哈琴）
- 側車搭檔（蒔田愛）
- 調教咖啡廳（神崎日照）

2018年
- POP TEAM EPIC（POP子〈第10話A段〉）
- 怪獸娘～奧特怪獸擬人化計劃～（皮古蒙）
- 賽馬娘 Pretty Derby（好歌劇）
- ALICE OR ALICE～妹控哥哥與雙胞胎妹妹～（姬咲）
- 罪人與龍共舞（費爾德烈德·李維·拉齊）
- 惡魔高校D×D HERO（九重）
- 佐賀偶像是傳奇（詩織）
- 閃亂神樂 SHINOVI MASTER -東京妖魔篇-（華毘[11]）

2019年
- BanG Dream! 2nd Season（二十騎雛子）
- 超可動女孩1/6（楔[12]）
- 閃耀吧！星夢頻道（黑川鈴）
- 魔王陛下RETRY！（雪風[13]）
- 我不是說了能力要平均值嗎？（蕾娜[14]）

2020年
- 成群結伴！西頓學園（貓米胡桃[15]）
- 言靈少女 the Animation（階級牛[16]）
- 超異域公主連結 Re:Dive（莉瑪）
- 繼怪怪守護神（響華）
- 賽馬娘四格（好歌劇）
- 請問您今天要來點兔子嗎？BLOOM（條河麻耶）
- 熊熊勇闖異世界（莉滋）

2021年
- Tropical-Rouge！光之美少女（櫻川咲）
- 咒術迴戰（新田明）
- 佐賀偶像是傳奇 捲土重來（詩織）
- 平穩世代的韋馱天們（梅莉亞諾）
- 因為不是真正的夥伴而被逐出勇者隊伍，流落到邊境展開慢活人生（娜歐）
- 橘色榮耀！（吉池繪麻）
- 鍵等（笹瀨川佐佐美）
- 進化果實～不知不覺踏上勝利的人生～（露緹亞·彼特）

2022年
- 超異域公主連結 Re:Dive Season 2（莉瑪）
- 八十龜觀察日記 第4冊（青那寺恵[17]）
- ORIENT 東方少年（種子島守）
- 聯盟空軍航空魔法音樂隊 光輝魔女（羅伊、路易斯、亨利）

2023年
- TechnoRoid 超越意志（涼介）
- 真·進化果實～不知不覺踏上勝利的人生～（露緹亞·彼特）
- 轉生貴族的異世界冒險錄～不知自重的眾神使徒～（蒂法娜[18]）
- 異世界一擊殺姊姊 ～姊姊同伴的異世界生活開始了～（葛洛莉亞[19]）
- 勇者赫魯庫（洛可可[20]）
- 謊言遊戲（風見鈴蘭[21]）
- 尼爾：自動人形 Ver1.1a（42S）
- 轉生成自動販賣機的我今天也在迷宮徘徊（休特[22]）
- 明日方舟 冬隱歸路（詩懷雅[23]）
- 地下忍者（野口[24]）

2024年
- 秘密的偶像公主（三葉愛梨[25]）
- 棉花糖女孩遇上悶騷男孩（細井萬莉子[26]）
- 精靈小姐瘦不了（米路[27]）
- 金剛戰神U（大井[28]）
- 多數欠（嘉藤騎士[29]）

2025年
- 這間公司有我喜歡的人（佐倉幸子[30]）
- 完美到難以接近的聖女遭到解除婚約後被賣到鄰國（莉娜[31]）
- 秘密的偶像公主（第2期）（三葉愛梨[32]）
- 這是妳與我的最後戰場，或是開創世界的聖戰 Season II（諾葉兒[33]）
- 轉生成自動販賣機的我今天也在迷宮徘徊 2nd season（休特[34]）

### OVA
2010年
- Love Live!（矢澤妮可）

2011年
- Love Live! 夏色笑顏1,2,Jump!（矢澤妮可）

2012年
- Love Live!（矢澤妮可）
  - 滿懷愛意接近中
  - Wonderful Rush

2013年
- Love Live! Music S.T.A.R.T!!（矢澤妮可）
- 穿透幻影的太陽 番外篇（月詠露娜）

2014年
- 翠星上的加爾岡緹亞-遙遠的巡迴航路 前編（邁塔）
- Little Busters! EX（笹瀨川佐佐美、學生B）

2017年
- 請問您今天要來點兔子嗎？？ ～Dear My Sister～（條河麻耶）

2019年
- 請問您今天要來點兔子嗎？？ 〜Sing For You〜（條河麻耶）

### 動畫電影
2015年
- Love Live! 學園偶像電影（矢澤妮可）

2024年
- 賽馬娘 Pretty Derby 新時代之門（好歌劇[35]）

2025年
- 凡爾賽玫瑰（路易·喬瑟夫[36]）

### 遊戲
2010年
- ai sp@ce（讓崎妮洛）
- 偵探歌劇 少女福爾摩斯（讓崎妮洛）

2011年
- 魔界戰記4（宇宙人3、天使）
- 桃色大戰（城島聖、妮洛）

2012年
- 大疾走！少女福爾摩斯 Turbo（讓崎妮洛）
- 偵探歌劇 少女福爾摩斯2（讓崎妮洛）
- 永遠的毀滅公爵（米索）
- Milky大富翁（讓崎妮洛[37]）
- 迷宮塔路 遺跡之星（瑪莉·史托雷達）
- 朗讀少女（丙繪結衣[38]）
- ROBOTICS;NOTES（大德淳和）

2013年
- 神狩Daemons Trigger（若菜夏未[39]）
- 神明與命運革命的悖論（早乙女莉莉艾爾）
- Love Live! 學園偶像祭（矢澤妮可）

2014年
- ROBOTICS;NOTES ELITE（大德淳和）
- Love Live! 學園偶像天國（矢澤妮可）

2015年
- 閃亂神樂 ESTIVAL VERSUS -少女們的選擇-（華毘）
- 箱庭的學園（柴谷栖[40]）

2016年
- 請問您今天要來點兔子嗎？？ Wonderful Party！（條河麻耶[41]）
- Puzzle of Empirz
- 編隊少女（鷹登茉莉[42]）
- 少女前線（格洛克17、F2000）
- WORLD CLUB Champion Football 2015-2016（成瀨圓）

2017年
- 青空Under Girls！（天道輝音[43]）
- 新槍彈辯駁V3 大家的自相殘殺新學期（茶柱轉子）
- 為了誰的鍊金術師（ラヴィーナ）
- BLUE REFLECTION 幻舞少女之劍（鳴宮圭[44]）

2018年
- 私立格里莫瓦魔法學園（麻耶[45]）
- 秋之回憶 -無垢少女-（志摩壽奈櫻）
- BanG Dream! 少女樂團派對（二十騎雛子）
- ROBOTICS;NOTES DaSH（大德淳和）
- 閃耀幻想曲（神崎日照[46]、條河麻耶）

2019年
- 明日方舟（诗怀雅）
- Love Live! 學園偶像祭 ALL STARS（矢澤妮可）

2020年
- 怪物彈珠（風神雷神）
- 守望傳說（紅帽艾薇拉）

2021年
- 模型少女AWAKE（玲、奧菲利亞）
- 蔚藍檔案（才羽桃井）
- 賽馬娘 Pretty Derby（好歌劇）

2022年
- 勝利女神：妮姬（布蘭兒）

2023年
- 崩壞:星穹鐵道（虎克）

2024年
- 秘密的偶像公主（三葉愛梨）

### 廣播劇CD
- 妖怪宅院「附廣播劇CD特裝版」[47]（繪美）
- 全世界我最愛的就是胸部！「附廣播劇CD虎之穴限定版」 （[48]）

### 電視連續劇
- 神話戰士十億宙斯（2012年5月10日－6月28日、關西電視台）（上杉佳織）

### 電影
- 不死身姬～某殭屍少女的災難～（2013年）（真粒有·A）

## 聲優活動
- （2012年11月9日）[49]

## 作為漫畫家的四格作品
- 魔法少女☆自宅妹　(魔法少女☆自宅ちゃん)
- 不要輸！！惡之軍團！　(まけるな！！あくのぐんだん)

## 外部連結
- 徳井青空 本人推特 (@tokui_sorangley) | Twitter （页面存档备份，存于）
- 德井青空的哔哩哔哩个人空间 （页面存档备份，存于）
- 徳井青空 | 響 HiBiKi 所属声優
- アトリエぐーもる荘｜徳井青空 漫画家公式サイト
- そらぴよ⊂(^ ω^ )⊃(使用中)
- 徳井青空 公式ブログ Powered by LINE （页面存档备份，存于）(使用中)
- 徳井青空『そらまるのひきだし』公式 (@soramaru_100) | Twitter （页面存档备份，存于）